# John Eliot (missionário)
John Eliot (Widford, Hertfordshire, c. 1604 - 21 de maio de 1690) foi um missionário inglês, puritano e seu público alvo eram os índios norte americanos. Ele ficou conhecido como "apóstolo dos índios" e também foi o fundador da Roxbury Latin School na Colônia da baía em Massachusetts em 1645.

## Educação na Inglaterra e seu ministério em Massachusetts
John Eliot nasceu em Widford, Hertfordshire, Inglaterra e morou em Nazeing durante sua infância. Ele freqüentou o Jesus College, Cambridge. Após a faculdade, ele se tornou assistente de Thomas Hooker em uma escola particular em Little Baddow, Essex.  Depois que Hooker foi forçado a fugir para a Holanda, Eliot emigrou para Boston, Massachusetts, conseguindo sua passagem como capelão no navio Lyon e chegando em 3 de novembro de 1631. Eliot tornou-se ministro e conselheiro na Primeira Igreja em Roxbury.
De 1637 a 1638 Eliot participou dos julgamentos civis e religiosos de Anne Hutchinson durante o Controle de Antinomian. Eliot reprovou os pontos de vista e as ações de Hutchinson e foi um dos dois ministros que representaram a Roxbury nos procedimentos que levaram à excomunhão e ao exílio. Em 1645, Eliot fundou a Roxbury Latin School. Ele e outros ministros Thomas Weld (também de Roxbury), Thomas Mayhew de Martha's Vineyard e Richard Mather de Dorchester, são creditados com a edição do Livro do Salmo da Baía, o primeiro livro publicado nas colônias britânicas norte-americanas (1640). De 1649 a 1674, Samuel Danforth ajudou Eliot no ministério de Roxbury.
Roxbury e Dorchester, Massachusetts
Há muitas conexões entre as cidades de Roxbury,  Dorchester e John Eliot. Depois de trabalhar por um curto período de tempo como pastor em Boston como substituindo temporariamente o Sr. John Wilson na Primeira Igreja de Boston, John Eliot instalou-se em Roxbury com outros puritanos de Essex, Inglaterra. Ele foi professor na Primeira Igreja em Roxbury por sessenta anos e foi seu único pastor por quarenta anos. Durante os primeiros quarenta anos em Roxbury, Eliot pregou na casa de reunião, que media 6 metros por 9 metros, com telhado de palha e paredes de gesso que estavam em Meetinghouse Hill. Eliot fundou a Roxbury Grammar School e trabalhou duro para mantê-la próspera e relevante. Eliot também pregou algumas vezes na igreja de Dorchester, ele recebeu terras dessa igreja para uso em seus esforços missionários. E em 1649 ele deu metade de uma doação que ele recebeu de um homem em Londres para o diretor de Dorchester.
Uso da linguagem Algonquin
A principal barreira à pregação para os nativos era a linguagem. Língua de sinais e o inglês pidgin foram utilizados para o comércio, mas não podiam ser usados para transmitir um sermão, pois a amplitude dessas línguas não permitia isso. John Eliot começou a estudar Algonquin (ou algonquiano), que era o idioma dos índios locais. Para ajudá-lo com essa tarefa, Eliot confiou em um jovem índio indígena chamado "Cockenoe". Cockenoe tinha sido capturado na Pequot War de 1637 e tornou-se um servo de um inglês chamado Richard Collicott. John Eliot disse: "Ele foi o primeiro que eu usei para me ensinar as palavras e para ser meu intérprete”. Cockenoe não conseguiu dominar a linguagem escrita, mas ele podia falar Algonquin e Inglês. Com sua ajuda, Eliot conseguiu traduzir os Dez Mandamentos, a Oração do Senhor e outras escrituras e orações.
A primeira vez que Eliot tentou pregar aos índios em 1646 em Dorchester Mills, ele falhou e disse que eles "não prestaram atenção as falhas, mas ficaram cansados e desprezaram o que eu disse". A segunda vez que ele pregou aos índios no wigwam de Waban, perto de Watertown Mill, que mais tarde passou a se chamar Nonantum, agora Newton, MA. John Eliot não foi o primeiro missionário puritano a tentar converter os índios ao cristianismo, mas ele foi o primeiro a produzir publicações impressas para os nativos em sua própria língua. Isso foi importante porque os assentamentos de "índios convertidos" pudessem desfrutar e se valer dos sermões e estudos de outros pregadores e professores e assim, o trabalho que John Eliot começou poderia ser perpetuado. Ao traduzir sermões para a linguagem algonquinha, John Eliot trouxe aos índios não só uma compreensão do cristianismo, mas também uma compreensão da linguagem escrita. Eles não tinham um "alfabeto" escrito e se baseavam principalmente na linguagem falada e na linguagem pictórica

## Carreira missionária

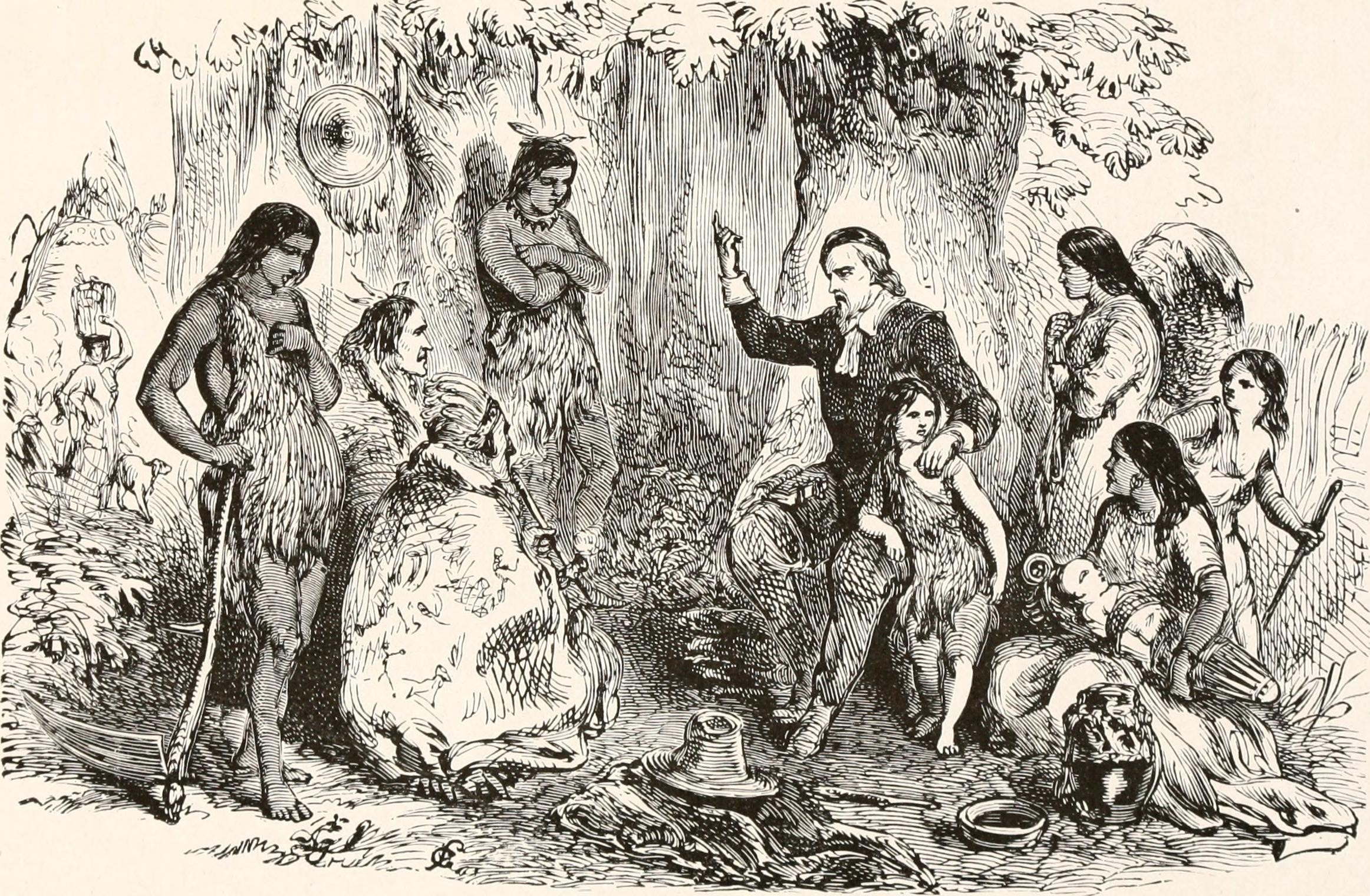
John Eliot proferindo um sermão para os índios norte americanos em seu próprio idioma.

Uma parte importante do ministério de Eliot centrou-se na conversão de índios de Massachusett. Assim, Eliot traduziu a Bíblia para a língua de Massachusett e publicou em 1663 como Mamuse Wunneetupanatamwe Up-Biblum God. Era a primeira bíblia completa impressa no hemisfério ocidental; Stephen Daye imprimiu 1000 cópias na primeira impressora das colônias americanas. Em 1666, Eliot publicou "The Indian Grammar Begun", novamente sobre a língua Massachusett. Como missionário, Eliot se esforçou para consolidar os nativos americanos em cidades planejadas, encorajando-os a recriar uma sociedade cristã. Essas cidades ficaram conhecidas como cidades convertidas. Em certo momento, havia 14 cidades dos chamados "índios convertidos", dessas cidades, a melhor documentada foi Natick, Massachusetts. Outras cidades convertidas incluíram: Littleton (Nashoba), Lowell (Wamesit, inicialmente incorporado como parte de Chelmsford), Grafton (Hassanamessit), Marlborough (Okommakamesit), uma porção de Hopkinton que está agora na cidade de Ashland (Makunkokoag), Canton ( Punkapoag) e Mendon-Uxbridge (Wacentug). Em 1662, Eliot testemunhou a assinatura da escritura de Mendon com índios Nipmuck para "Squinshepauk Plantation". As melhores intenções de Eliot podem ser vistas em seu envolvimento no caso judicial, “The Town of Dedham v. Os índios de Natick”, que dizia respeito a uma disputa de fronteira. Além de responder à queixa de Dedham por ponto, Eliot afirmou que o propósito da colônia era beneficiar os povos nativos. As cidades convertidas também foram estabelecidas por outros missionários, incluindo o presbiteriano Samson Occom, ele próprio da descendência Mohegan. Todas as cidades convertidas sofreram perturbações durante a Guerra do Rei Philip (1675) e, em sua maioria, perderam seu status especial de comunidades autônomas indianas no decorrer dos séculos 18 e 19, em alguns casos sendo pagos para se mudar para Wisconsin e outros áreas mais a oeste.
Eliot também escreveu The Christian Commonwealth: ou, The Civil Policy of the Rising Kingdom of Jesus Christ, considerado o primeiro livro sobre política escrito por um americano, bem como o primeiro livro a ser banido por uma unidade governamental norte-americana. Escrito no final da década de 1640 e publicado na Inglaterra em 1659, propôs um novo modelo de governo civil baseado no sistema que Eliot havia instaurado entre os índios convertidos, que se baseava, por sua vez, no governo Moisés instituído entre os israelitas (Êxodo 18). Eliot afirmou que "Cristo é o único herdeiro certo da Coroa da Inglaterra", e pediu uma teocracia eleita na Inglaterra e em todo o mundo. A adesão ao trono de Carlos II da Inglaterra tornou o livro um constrangimento para a colônia de Massachusetts. Em 1661, o Tribunal Geral obrigou Eliot a emitir uma retração pública e desculpas, proibiu o livro e ordenou que todas as cópias fossem destruídas.
Em 1709, uma edição especial da Bíblia Algonquin foi co-autoria de Mayhew e Thomas Prince com as palavras indianas em uma coluna e as palavras inglesas na coluna oposta. O livro de texto 1709 Algonquin Bible também é conhecido como The Massachuset psalter. Esta edição de 1709 é baseada na Bíblia de Genebra, como a Bíblia Indígena de Eliot.

## As cidades convertidas
A ideia por trás das cidades convertidas era que os nativos se convertessem ao cristianismo abandonariam seu antigo estilo de vida. Isso incluiu o estilo de vida do caçador-coletor, suas roupas, rituais e qualquer outra coisa que fosse vista como selvageria. Em 1660, Eliot havia estabelecido sete cidades convertidas. O Tribunal Geral de Massachusetts reconheceu o trabalho de Eliot e ajudou a aumentar o número de cidades.

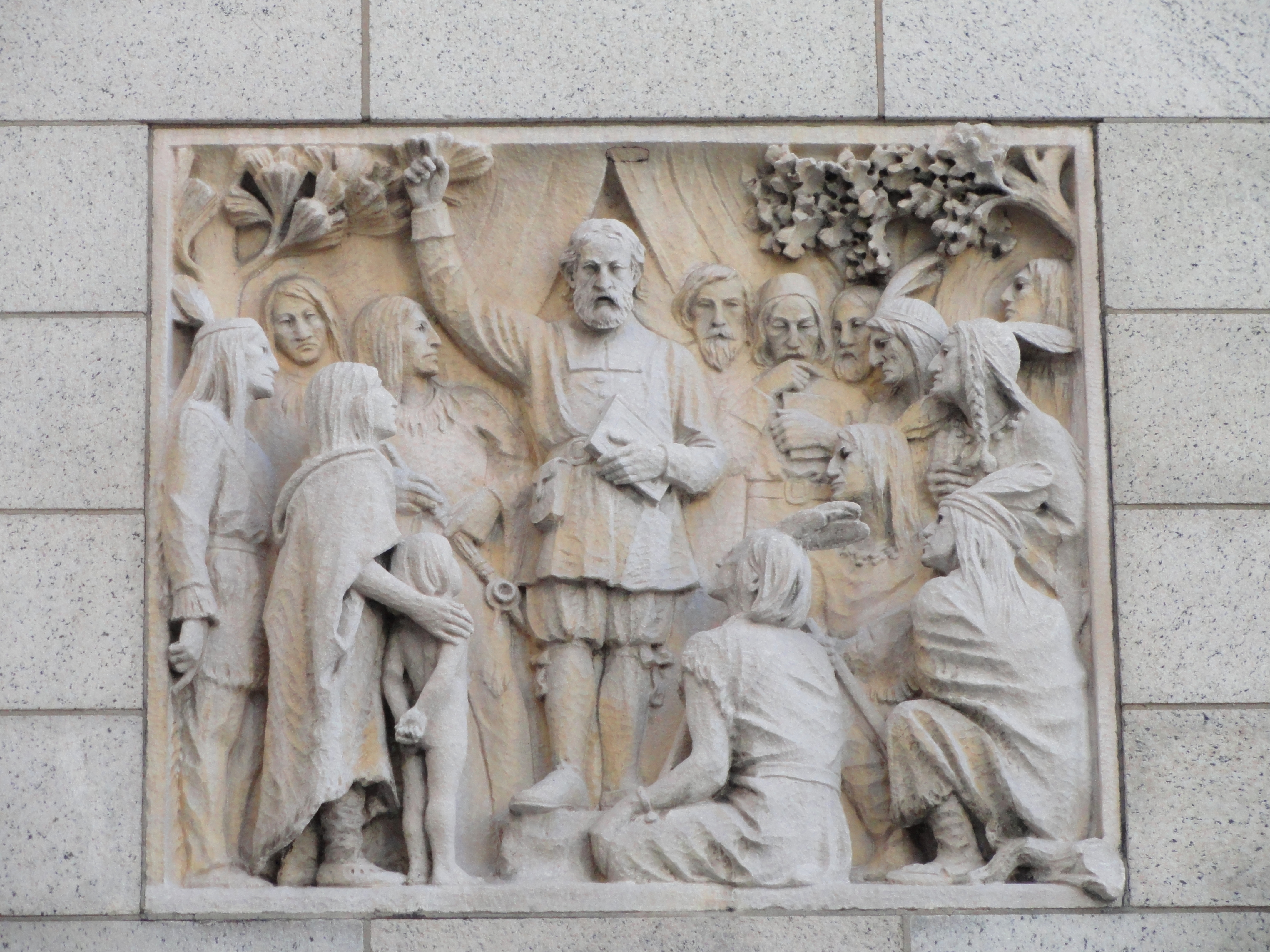
Filantropia (John Eliot pregando aos índios) por Domingo Mora - Congregational House, Boston, MA.

Entre 1651 e 1675, o tribunal auxiliou na criação de mais catorze cidades convertidas, mas apenas Natick e Punkapog tinham status completo com congregações independentes. Algumas cidades convertidas proeminentes na área do Massachusett eram Gay Head, Christiantown (Okokammeh), Nantucket, Natick, Mashpee, Hassanamisco (Grafton), Herring Pond (Plymouth) e Nukkehkummees (Dartmouth). Três cidades também foram criadas em Connecticut: Maanexit (palavra Nipmuc que significa "onde reunimos") acredita-se que esteja no Fabyan (Thompson, CT), Quinnatisset (que significa "rio pequeno"), localizado a seis milhas a sul de Maanexit, e Wabaquasset (que significa "tapetes para cobrir a casa") onde hoje é Woodstock, Connecticut. Essas três cidades tinham entre 100 e 150 membros tribais.
Após a Guerra do Rei Philip em 1677, o Tribunal Geral destruiu 10 das 14 cidades originais e colocou o resto sob supervisão inglesa, mas muitas comunidades sobreviveram e mantiveram seus sistemas religiosos e educacionais.
A ideia de uma conversão completa foi um forte contraste com os movimentos de cristianização dos jesuítas no Canadá, que procuravam adicionar o cristianismo às crenças existentes dos nativos em vez de substituí-las. Enquanto alguns nativos foram rápidos em aceitar a conversão, outros não gostaram da ideia de uma conversão completa.
Um fator importante que contribuiu para a conversão dos nativos foi a possibilidade de aumentar sua legitimidade aos olhos dos colonos ingleses e assim reconhecer seus direitos sobre suas terras. Por causa dos problemas entre as próprias tribos e entre os colonos e as tribos, alguns viam as cidades convertidas como um refúgio da guerra. Outras tribos tinham sido destruídas por doenças e fome e, possivelmente, consideravam o cristianismo e o modo de vida puritano como uma resposta ao seu sofrimento, quando suas crenças tradicionais não pareciam ter as respostas. Muitos nativos se juntaram às cidades simplesmente porque não tinham outra opção em termos econômicos ou políticos.
Embora a ideia das cidades convertidas fosse um tanto exitosa, elas não chegaram ao nível que John Eliot esperava. Enquanto os puritanos se satisfaziam com as conversões, os índios convertidos ainda eram vistos como cidadãos de segunda categoria e nunca ganharam o grau de confiança ou respeito que eles esperavam que a conversão os concedesse. Também se argumentou que os nativos tiveram dificuldade em se adaptar à sociedade inglesa, uma vez que eles estavam habituados com relacionamentos de reciprocidade, enquanto os ingleses estavam mais estruturados e institucionalizados burocraticamente. Dessa forma, essas diferenças impediram os nativos a se adaptarem por completo às instituições coloniais. Ainda assim, John Eliot não via necessidade de adaptações para que essa transição social fosse mais suave.
As cidades convertidas conseguiram exercer o autogoverno ao eleger seus próprios governantes e funcionários e esse sistema, de fato, exibia um grau de continuidade com o sistema social indígena pré-contato. As instituições burocráticas das cidades convertidas, como conselheiros e juízes da paz, eram designados com nomes idênticos aos que os colonos usavam e os eleitos eram frequentemente escolhidos entre as famílias mais influentes das tribos; havia também casos de governantes hereditários nativos que permaneciam no poder. As cidades também usavam seu próprio idioma como língua de administração, produzindo uma abundância de documentos legais e administrativos que sobrevivem até hoje. No entanto, seu autogoverno foi gradualmente reduzido ao longo dos séculos XVIII e XIX, e suas línguas se extinguiram. A maioria das cidades convertidas declinou devido a epidemias e ao fato de que a propriedade da terra comunal acabou com o controle nativo em algum ponto durante os séculos após sua fundação.

## A bíblia indígena de Eliot
A Bíblia indígena de Eliot (oficialmente: Mamusse Wunneetupanatamwe Up-Biblum God, a.k.a .: Bíblia Algonquiana) foi a primeira Biblia publicada na América do Norte britânica. John Eliot produziu uma tradução da Bíblia de Genebra na língua indígena Massachusett. Esta é a razão pela qual também é conhecida como a Bíblia indiana de Eliot. Mamusse Wunneetupanatamwe Up Biblum God é a página de capa da Bíblia que significa The Whole Holy His-Bible God, ela contém tanto o Antigo Testamento quanto o Novo Testamento.

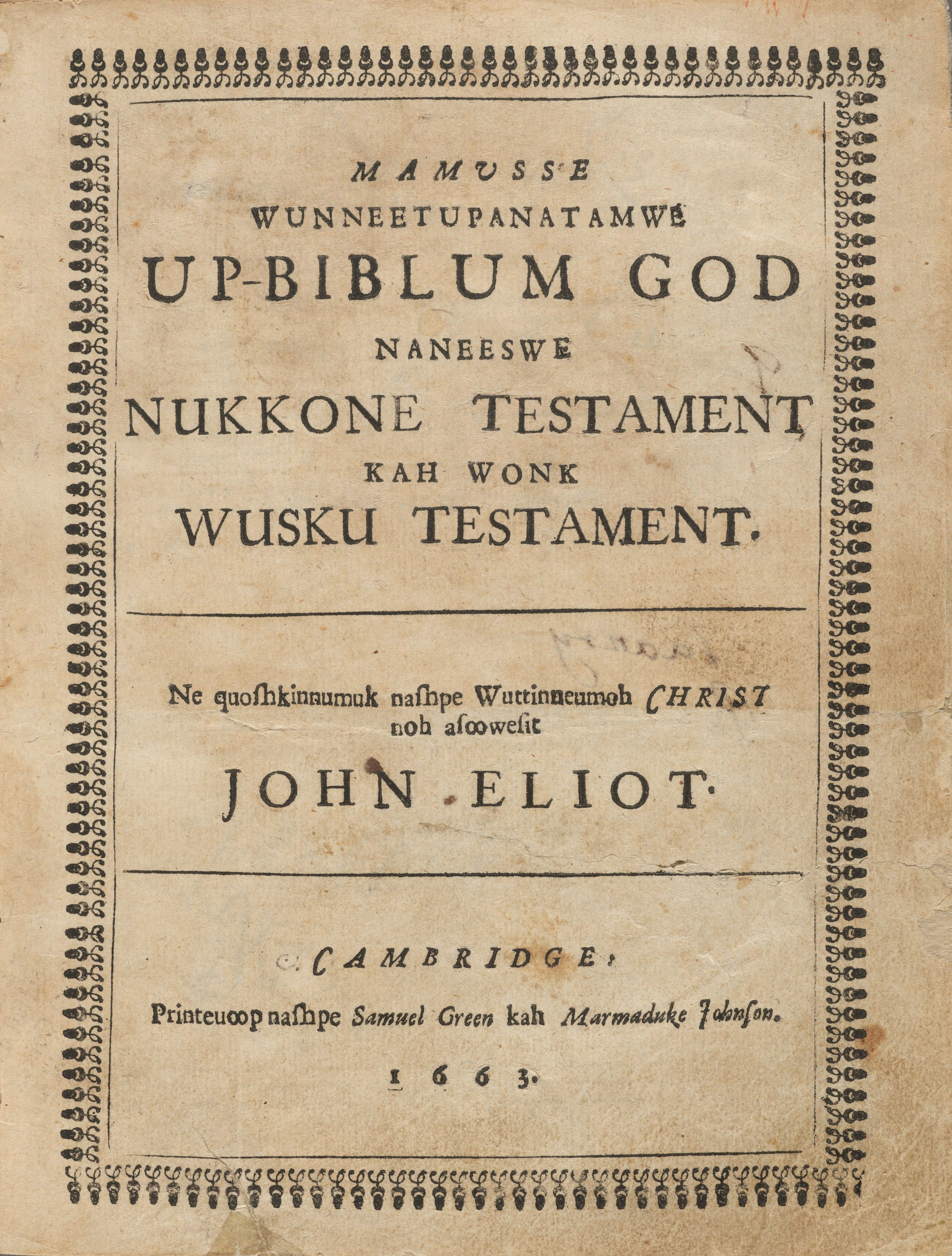
Bíblia completa (antigo e novo testamento) traduzida para o idioma dos indígenas por John Eliot.

A história da Bíblia indígena de Eliot envolve três eventos históricos que se uniram para corroborar com a Bíblia Algonquiana.
Primeira impressão gráfica da América
Stephen Daye da Inglaterra contratou José Glover, um ministro rico que discordava dos ensinamentos religiosos da Igreja da Inglaterra, para transportar uma imprensa para a América em 1638.
Jose Glover morreu no mar enquanto viajava para a América. Sua viúva Elizabeth (Harris) Glover, Stephen Daye e a imprensa chegaram a Cambridge, Massachusetts, onde a Sra. Glover abriu a sua loja de impressão com a assistência do Dia dos Trabalhadores de José. Daye começou as operações da primeira loja de impressão americana, que foi a precursora da Harvard University Press. A imprensa estava localizada na casa do presidente do Harvard College, onde materiais religiosos foram publicados na década de 1640, como o Livro do Salmo da Baía. Elizabeth Glover casou-se com o presidente do Harvard College Henry Dunster em 21 de junho de 1641. Em 1659, as operações de impressão foram transferidas para o Indian College em Harvard quando uma nova impressora foi obtida. Do Indian College, a Bíblia indiana de Eliot foi impressa.
Ato do Parlamento
Em 1649, o Parlamento promulgou um Ato para Promover e Propagar o Evangelho de Jesus Cristo na Nova Inglaterra, então, criou-se uma Corporação na Inglaterra composta por um Presidente, um Tesoureiro e quatorze pessoas para ajudá-los. O nome da Corporação foi "O Presidente e a Sociedade para a propagação do Evangelho na Nova Inglaterra", mas depois foi conhecido simplesmente como a Nova Inglaterra. A Corporação teve o poder de cobrar dinheiro na Inglaterra para fins missionários na Nova Inglaterra. Este dinheiro foi recebido pelos Comissários das Colônias Unidas da Nova Inglaterra e direcionado para fins missionários, como a Bíblia indiana de Eliot.
A chegada de John Eliot
Eliot chegou à Colônia inglesa da Baía de Massachusetts em 1631. Um dos seus deveres era converter o indígena Massachusett ao cristianismo. O instrumento de Eliot para fazer isso foi através das escrituras cristãs. O pensamento de Eliot eram que os índios se sentiam mais confortáveis e aceptivos em ouvir as escrituras em seu próprio idioma do que em inglês (uma língua que eles pouco entendiam). Eliot achou melhor traduzir a Bíblia cristã inglesa para uma Bíblia algonquiana ao invés de ensinar inglês aos Massachusett. Ele então aprendeu a língua indiana algonquista do povo Massachusett para que ele pudesse traduzir o inglês para o dialeto Natick da língua Massachusett. Eliot traduziu os 66 livros da Bíblia inglesa em pouco mais de catorze anos. Levou longos anos de estudo e dedicação para produzir a versão King James da Bíblia cristã em 1611. Eliot teve que se tornar um gramático e lexicógrafo para elaborar um dicionário algonquês e um livro de gramática. Ele usou a assistência de alguns indios locais de Massachusett para facilitar a tradução.
Eliot fez seu primeiro texto para a Corporação para a propagação do Evangelho na Nova Inglaterra na língua de Massachusett como um livro de Catecismo Primário em 1653, impresso por Samuel Green. Ele então traduziu e imprimiu em 1655-56 o Evangelho de Mateus, livro de Gênesis e Salmos na língua indígena algonquina. Ele foi impresso como um exemplo de tiragem para a London Corporation para mostrar como uma Bíblia Algonquina era. A Corporação aprovou a amostra e enviou uma impressora profissional, Marmaduke Johnson, para a América em 1660 com 100 resmas de papel para a impressão da Bíblia.
Johnson teve um contrato de três anos para ajudar a imprimir toda a Bíblia de 66 livros (Antigo Testamento e Novo Testamento). A Bíblia indígena de Eliot foi impressa em Cambridge, Massachusetts, no Harvard College por Samuel Green. Em 1661, com a ajuda da impressora inglesa Johnson e um Nipmuc chamado James Printer, o Green imprimiu 1500 cópias do Novo Testamento. Em 1663, eles imprimiram 1000 cópias da Bíblia completa de todos os 66 livros (Antigo Testamento e Novo Testamento) em um volume de 1,180 páginas. Os custos para esta produção foram pagos pela Corporação, autorizada pelo Parlamento da Inglaterra por doações coletadas na Inglaterra e País de Gales.

## Legado

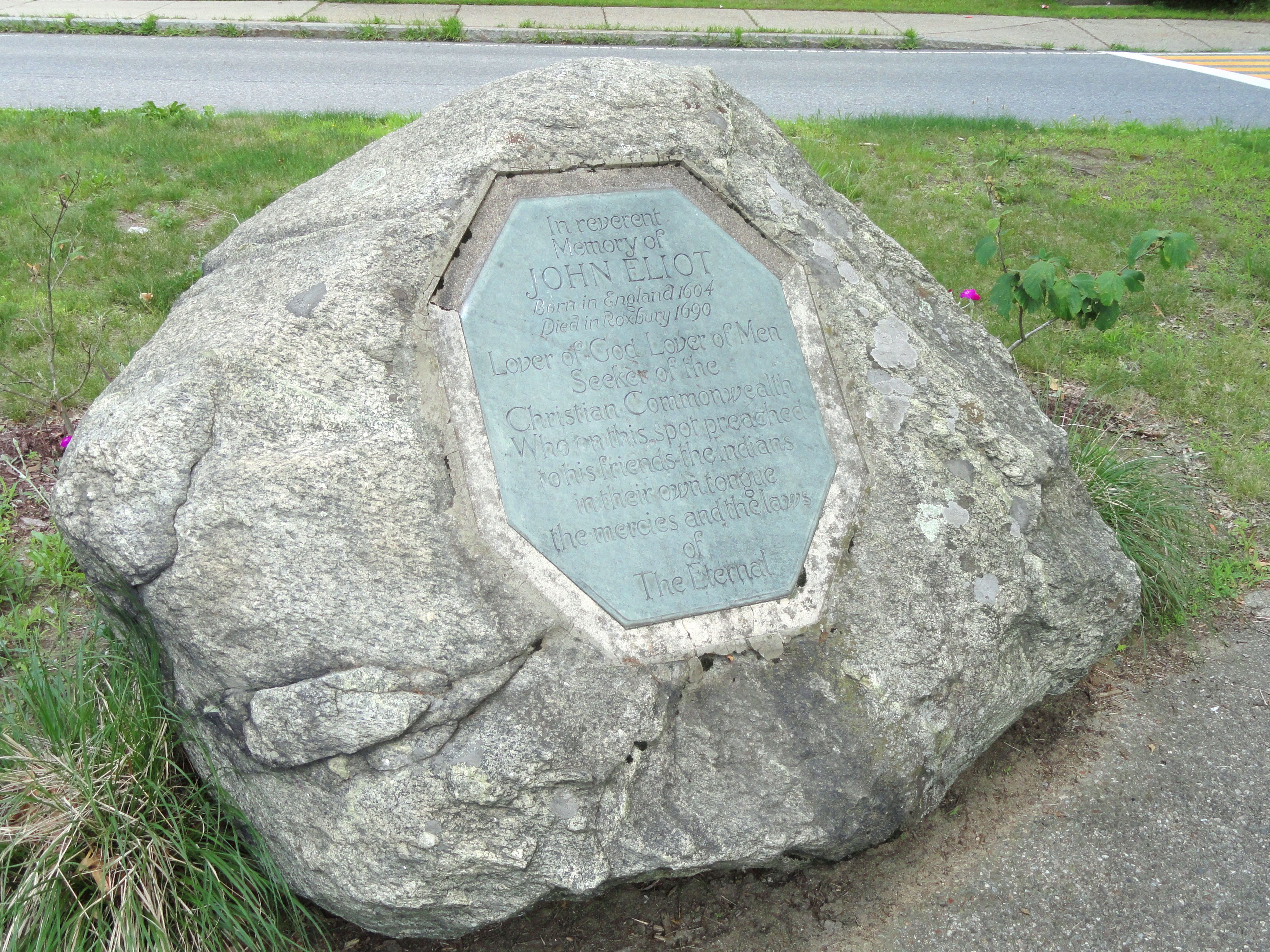
Em memória de John Eliot. localizado próximo à "Eliot Church of South Natick", rua Pleasant, Natick, Massachusetts, EUA.

Eliot morreu em 1690, com 85 anos, suas últimas palavras foram "bem-vinda alegria!" Seus descendentes se tornaram um ramo da família Brahmin de Boston.
John Eliot casou-se com Hanna Mumford. Eles tiveram seis filhos, cinco filhos e uma filha. Sua filha, Hannah Eliot, se casou com Habbakuk Glover. Seu filho, John Eliot Jr. foi o primeiro pastor da Primeira Igreja de Cristo em Newton, o outro filho, Joseph Eliot, tornou-se pastor em Guilford, Connecticut, e depois gerou Jared Eliot, um notável escritor agrícola e pastor. A irmã de John Eliot, Mary Eliot, casou-se com Edward Payson, fundador da família Payson na América e bisavô do Rev. Edward Payson.
Natick lembra-se dele com um monumento na base da Bacon Free Library. A Eliot Elementary School em Needham, Massachusetts, fundada em 1956, foi nomeada assim em sua homenagem. O calendário litúrgico da Igreja Episcopal (EUA) lembra-se de Eliot com um dia de festa em 21 de maio. O "remembrancer" puritano Cotton Mather chamou sua carreira missionária do epítome dos ideais do puritanismo da Nova Inglaterra. William Carey considerou Eliot ao lado do apóstolo Paulo e David Brainerd (1718-47) como "heróis canonizados" e "enkindlers" em seu inovador Inquérito à Obrigação dos Cristãos de usar Meios para a Conversão dos Pobres (1792).

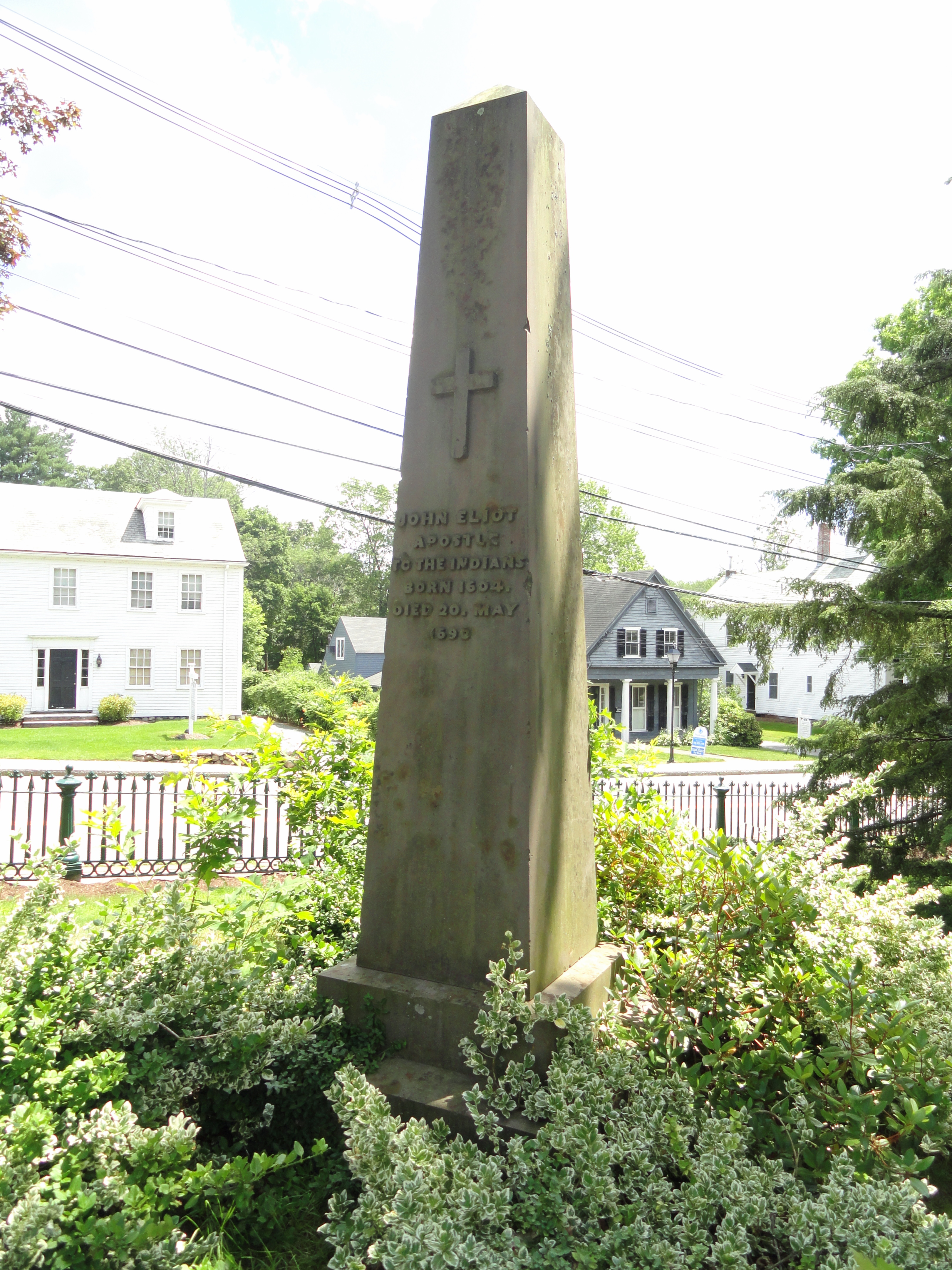
Monumento em homenagem à John Eliot, em frente à Bacon Free Library, rua 58 Eliot, South Natick, Massachusetts, EUA.

Em 1689, ele doou 75 hectares (30 ha) de terra para apoiar a Escola Eliot, no então distrito da Jamaica Plain de Roxbury que agora é um bairro histórico de Boston. Dois outros puritanos haviam doado terras para construir a escola em 1676, mas os alunos da escola necessitavam de um apoio ainda mais especial. A doação de Eliot exigia que a escola (renomeada em sua homenagem) aceitasse os negros e os índios sem prejuízo, muito incomum na época. Atualmente, a escola continua perto de seu local original, com admissões contínuas de todas as etnias.

## Obras
- The Christian Commonwealth: or The Civil Policy Of The Rising Kingdom of Jesus Christ
- Brief Narrative of the Progress of the Gospel amongst the Indians in New England, in the Year 1670
- The Harmony of the Gospels in the holy History of the Humiliation and Sufferings of Jesus Christ, from his Incarnation to his Death and Burial.